# 蒙河 (沂河)
蒙河，古称蒙山水，因“水出蒙山之阴”而得名，位于中国山东省中南部，是沂河右岸支流，主源界碑河，发源于蒙阴县垛庄镇沂汶庄村（也称沂旺庄，原属界碑镇）北的中山（中山子）南麓，向南流至界碑村（原界碑镇）北折向东南，经垛庄镇，沂南县双堠镇，青驼镇后，沿着沂南县与临沂市兰山区边界，在兰山区李官镇小河口村以东入沂河。全长62公里，流域面积632平方公里，干流平均坡度1.14‰。途纳下峪河、黄仁河等支流。